# Il sole di Montecassino
 (août 2025).
Pour plus de détails, voir Fiche technique et Distribution.
Il sole di Montecassino (littéralement : Le Soleil de Mont-Cassin) est un film italien réalisé en 1945 par Giuseppe Maria Scotese.
Ce long métrage en noir et blanc s'inspire librement de la vie du religieux italien Benoît de Nursie (Benedetto da Norcia), fondateur au VIe siècle du monastère du Mont-Cassin. Le tournage du film se déroula quelques mois après la destruction du monastère en 1944, lors de la bataille du Monte Cassino.
Les recettes du film s'élèveront au total à 48 000 000 de Lire.

## Synopsis
Benoît de Nursie, un jeune noble romain du Haut Moyen Âge, est destiné à un brillant avenir mais assistant aux invasions barbares qui ravagent l'Italie et à la misère qui sévit, prend conscience de la vacuité de sa vie et décide de se retirer du monde, abandonnant une vie privilégiée pour vivre en simple ermite.

## Fiche technique
- Titre original : Il sole di Montecassino
- Réalisation : Giuseppe Maria Scotese
- Scénario : Giuseppe Maria Scotese, Diego Fabbri, Mario Monicelli, Giorgio Lastricati
- Scénographie : Clelia Colombo, Pietro Filippone
- Directeur de la photographie : Carlo Montuori
- Montage : Mario Serandrei
- Musique : Giovanni Fusco
- Producteur : Maleno Malenotti (it) pour Arno Film
- Société de distribution : Minerva Film (Italie)
- Pays d'origine :  Royaume d'Italie
- Année : 1945
- Langue : italien
- Genre : Drame historique
- Format : Noir et blanc - 1,37:1 - 35 mm
- Durée : 84 minutes
- Date de sortie :
  - Royaume d'Italie : 21 septembre 1945
- Autres titres connus :
  - Royaume d'Italie : Il sole di Montecassino : San Benedetto, dominatore dei barbari (réédition)

## Distribution
- Fosco Giachetti : Benedetto
- Adriana Benetti : Faustina
- Nino Pavese (it) : Zalla
- Liliana Laine : Sabina
- Alfredo Varelli : Marco
- Manuel Roero (it) : Nicandro
- Virgilio Tomassini : Terenzio
- Anna Maria Padoan : Livia
- Walter Grant : Romano
- Gian Paolo Rosmino